# Mariana Yampolsky
Marianne Yampolsky Urbach (Chicago, 6 de septiembre de 1925–Ciudad de México, 3 de mayo de 2002) fue una fotógrafa naturalizada mexicana en 1958 que más tarde fue conocida como únicamente Mariana Yampolsky. Su obra fotográfica ha sido reconocida como patrimonio documental de México por la UNESCO.

## Biografía
Descendiente de Oskar Ezequiel Yampolsky, migrante judío proveniente de Kiev, Ucrania pero establecido desde bebé en Estados Unidos de América y Hedwig Urbach de ascendencia alemana proveniente de Berlín y descendiente de la familia de Franz Boas. Nació en Chicago, Illinois, el 6 de septiembre de 1925. Estudió la licenciatura en Artes con especialidad en Ciencias Sociales en la Universidad de Chicago, desde 1941 hasta 1944. Llegó a México en 1945 e ingresó en Escuela La Esmeralda para estudiar pintura y escultura. Ese mismo año empezó su carrera como grabadora hasta mediados de 1960. Fue la primera mujer en formar parte del Comité Ejecutivo del Taller de Gráfica Popular (TGP), donde conoció y trabajó con Leopoldo Méndez, Pablo O'Higgins, Alberto Beltrán, entre otros.
Entre 1962 y 1965 colaboró en el Fondo Editorial de la Plástica Mexicana junto con Leopoldo Méndez, participando en la edición de libros sobre la obra de José Guadalupe Posada, el muralismo mexicano y el arte popular. Precisamente sobre arte popular trata su primer libro llamado Lo efímero y lo eterno del arte popular mexicano, publicado junto a Manuel Álvarez Bravo. Previamente había tomado un curso en la Academia de San Carlos con la fotógrafa Lola Álvarez Bravo, también había hecho fotografías de los miembros del Taller de Gráfica Popular, algunas de las cuales fueron publicadas. En 1960 realizó su primera exposición en la Galería José María Velasco.
En la Secretaría de Educación Pública, dirigió la colección de libros para niños colibrí en los que reunió a ilustradores de la talla de Alberto Beltrán, Andrea Gómez y Leticia Tarragó.

## Obra
Su trabajo como fotógrafa comenzó en 1948, en un ejercicio de registro personal de los diversos viajes emprendidos a lo largo del país, teniendo su primera exposición en 1960 en la Galería José María Velasco en la Ciudad de México. En su obra se reconoce la diversidad cultural de México a partir de sus fotografías fundamentalmente del mundo rural. Se ha difundido su obra fotográfica en alrededor de 15 libros, así como a través de más de 50 exposiciones individuales y aproximadamente 150 colectivas. 
Ha sido galardonada y reconocida por sus aportaciones al arte y a la cultura mexicanos por el Sistema Nacional de Creadores de Conaculta y con el premio Miguel Othón de Mendizábal por el Instituto Nacional de Antropología e Historia (2000).

## Exposiciones
| 1960 | Imágenes del Medio Oriente. Galería José María Velasco, Ciudad de México |
| 1983 | Mariana Yampolsky, fotógrafa. Galería Cannon, Milán, Italia |
| 1985 | Mariana Yampolsky. Photographers Gallery, Londres, Inglaterra |
| 1988 | La mujer mazahua. Museo de Arte Moderno; Centro Cultural Mexiquense; Gobierno del Estado de Oaxaca; Instituto Mexicano del Seguro Social; UNAM; Universidad Iberoamericana; Centro Cultural ISSSTE; FOVISSTE; Infonavit; Coordinadora del INI en Mérida, Yucatán; Casa Jalisciense de las Culturas Indígenas y Delegación Estatal del INI, Guadalajara, Jalisco |
| 1989 | La raíz y el camino. Richland College, Dallas, Texas, EE. UU. |
| 1993 | Mariana Yampolsky. A Retrospective. Zelda Chetale Gallery, Londres, Inglaterra; Mariana Yampolsky. Hafnarfjüdur International Art Festival, Hafnarfjüdur, Islandia; Mariana Yampolsky. Ibero-Amerikanisches Institut, Preussischer Kulturbesitz, Berlín, Alemania. Mazahua (sobre las mujeres indígenas mazahuas). Museo Mural Diego Rivera, Ciudad de México   |
| 1994 | Ciudad de México. Werklund, Berlín, Alemania; Museo de Arte Moderno, Oaxaca, México; Casa de las Américas, La Habana, Cuba |
| 1995 | Mariana Yampolsky. Universidad de Salamanca, Salamanca, España; Centro Cultural de Belén, Lisboa, Portugal |
| 1996 | On the Edge of Time. Stephen L. Clark Photographs, Austin, Texas, EE. UU.. Al filo del tiempo. Galería La Tribu, Pachuca, Hidalgo, México |
| 1997 | El jardín de Edward James. Centro de Investigación Fotográfica, Zacatecas |
| 1998 | Mariana Yampolsky, imagen-memoria. Una retrospectiva de su obra, Centro de la Imagen, México, D.F., Conaculta-Fonca |
| 2002 | Mariana Yampolsky, imagen-memoria. Canadian Museum of Contemporary Photography, Ottawa, Ontario, Canadá |
| 2003 | Mariana Yampolsky, Consulado Mexicano en San Francisco |
| 2004 | Yampolsky y Luis Barragán: un diálogo entre la fotografía y la arquitectura |
| 2012 | Mariana Yampolsky, Mirada que cautiva la mirada, Museo de Arte Popular |

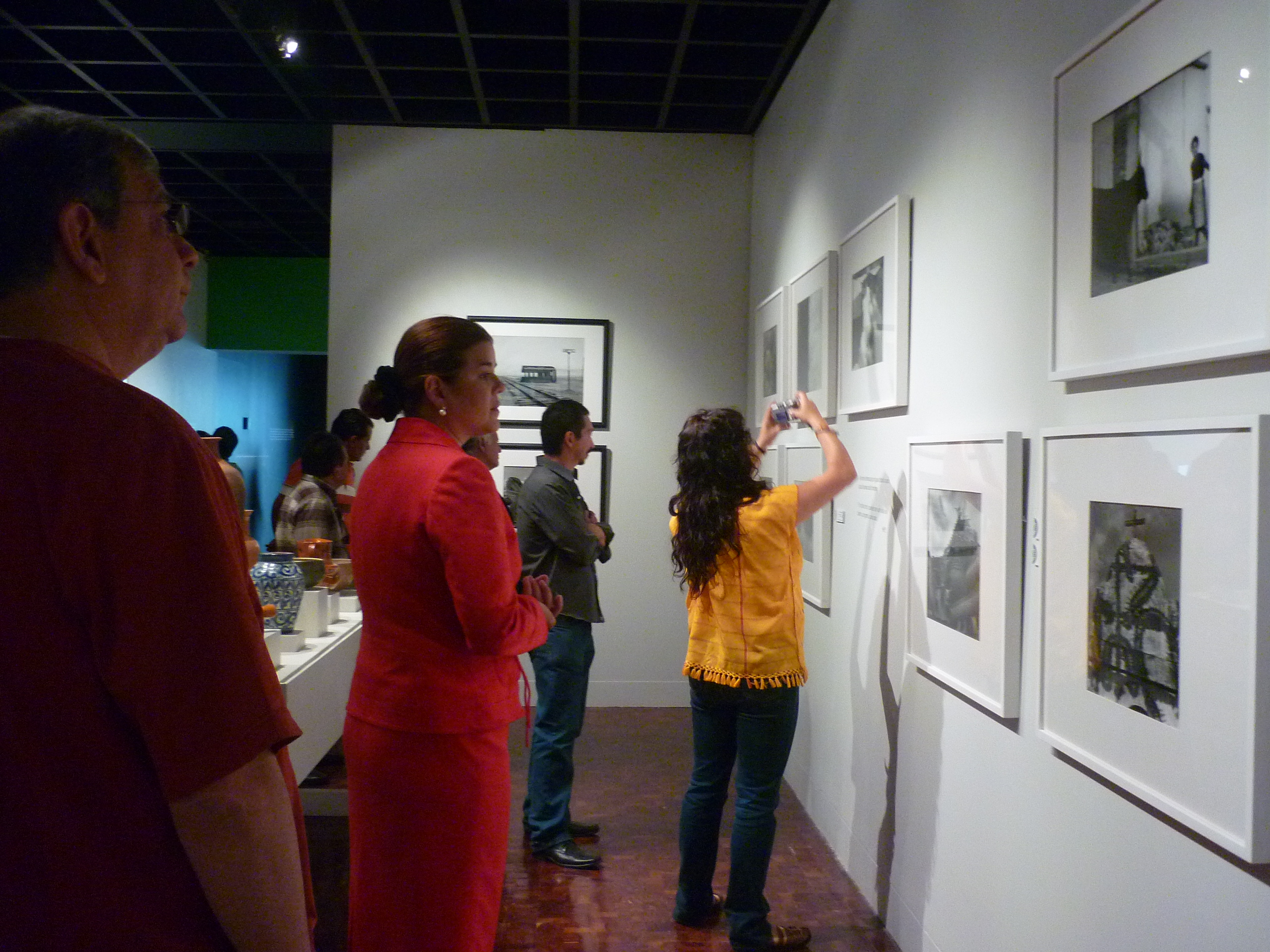
Inauguración exposición de Mariana Yampolsky
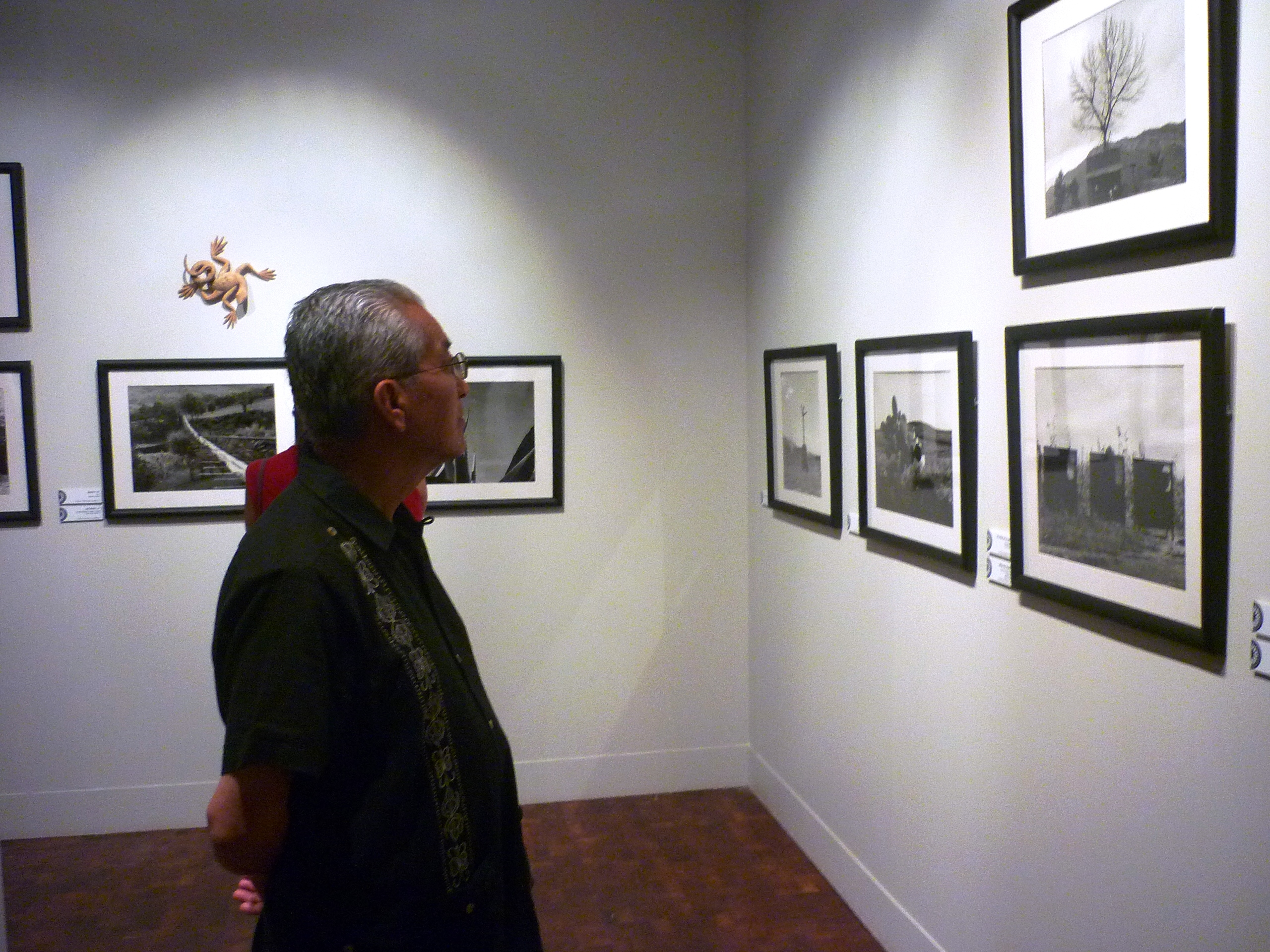

## Publicaciones
- 1982: La casa que canta, Arquitectura popular mexicana
- 1985: La raíz y el camino
- 1987: Estancias del olvido
- 1987: Tlacotalpan
- 1992: Haciendas poblanas
- 1993: Mazahua
- 1993: Nachdenken über Mexiko: Fotografien von Mariana Yampolsky
- 1993: The Traditional Architecture of Mexico
- 1995: Mariana Yampolsky
- 1997: Mariana Yampolsky. El jardín del Edward James
- 1998: The Edge of Time
- 1999: Mariana Yampolsky, imagen-memoria / Image-memory
- 2003: Forma de vida / Life forms